# Departamento de Managua
Managua es un departamento de Nicaragua. Su cabecera departamental es Managua. Fue fundado en 1875 y es el departamento más poblado del país. Los habitantes Indígenas del departamento son los nahuas y los chorotegas, y fue la ubicación del señorío nahua precolombina de Tekwantepek que significa "cerro de los jaguares" en náhuat. Según el conquistador e historiador español Gonzalo Fernández de Oviedo y Valdés, Tekwantepek era un señorío militarmente fuerte que era uno de los últimos señoríos a caer a los conquistadores y los tlaxcaltecas. La valiente y duradera resistencia de Tekwantepek contra los conquistadores y los tlaxcaltecas fue lo que inspiró a los fundadores de Ticuantepe a nombrar el municipio en honor al señorío.

## Geografía
El departamento tiene dos costas, en el océano Pacífico y en el lago Xolotlán, pero no limita con el lago Xolotlán.

### Ubicación geográfica
|                               | Norte: León y Matagalpa      |             |
| Oeste: León y Océano Pacífico |                              | Este: Boaco |
|                               | Sur: Carazo Masaya y Granada |             |

## Demografía
Durante los últimos 117 años (1906-2023), la población managüense se ha multiplicado por 31 veces, pasando de tener solo 48 mil habitantes en 1906 a tener una población de 1 millón 585 mil habitantes para el año 2023 según las últimas estimaciones. Cabe mencionar que desde la década de los años 1930, el departamento de Managua se ha ido convirtiendo en el más poblado de todo el país con alrededor de 1,5 millones de habitantes en la actualidad (2023). 
Porcentualmente, un 23,5 % de la población nicaragüense se encuentra viviendo en el departamento de Managua.
| Población histórica del departamento de Managua | Población histórica del departamento de Managua | Población histórica del departamento de Managua |
| Año                                             | Habitantes                                      | Fuente                                          |
| ----------------------------------------------- | ----------------------------------------------- | ----------------------------------------------- |
| 1906                                            | 48 204                                          | Censo nicaragüense de 1906                      |
| 1920                                            | 74 696                                          | Censo nicaragüense de 1920                      |
| 1940                                            | 120 202                                         | Censo nicaragüense de 1940                      |
| 1950                                            | 161 513                                         | Censo nicaragüense de 1950                      |
| 1963                                            | 318 826                                         | Censo nicaragüense de 1963                      |
| 1971                                            | 485 850                                         | Censo nicaragüense de 1971                      |
| 1995                                            | 1 093 760                                       | Censo nicaragüense de 1995                      |
| 2005                                            | 1 262 978                                       | Censo nicaragüense de 2005                      |
| 2023                                            | 1 585 800                                       | Estimaciones del INIDE                          |

Managua tiene una población actual de 1,585,800 habitantes. De la población total, el 48.3% son hombres y el 51.7% son mujeres. Casi el 93.5% de la población vive en la zona urbana.

## División administrativa
El departamento de Managua está dividido administrativamente en nueve municipios:
| Municipio           | Superficie | Población  | Población       |
| Municipio           | Superficie | Censo 2005 | Estimación 2023 |
| ------------------- | ---------- | ---------- | --------------- |
| Ciudad Sandino      | 51.11 km²  | 75,083     | 132,697         |
| El Crucero          | 225.7 km²  | 13,656     | 16,233          |
| Managua             | 267.2 km²  | 937,489    | 1,063,815       |
| Mateare             | 297.4 km²  | 28,775     | 67,550          |
| San Francisco Libre | 668.3 km²  | 9,416      | 11,426          |
| San Rafael del Sur  | 357.3 km²  | 42,417     | 56,286          |
| Ticuantepe          | 60.79 km²  | 27,008     | 39,507          |
| Tipitapa            | 975.3 km²  | 101,685    | 159,303         |
| Villa El Carmen     | 562.0 km²  | 27,449     | 38,983          |

## Clima
| Parámetros climáticos promedio de Managua | Parámetros climáticos promedio de Managua | Parámetros climáticos promedio de Managua | Parámetros climáticos promedio de Managua | Parámetros climáticos promedio de Managua | Parámetros climáticos promedio de Managua | Parámetros climáticos promedio de Managua | Parámetros climáticos promedio de Managua | Parámetros climáticos promedio de Managua | Parámetros climáticos promedio de Managua | Parámetros climáticos promedio de Managua | Parámetros climáticos promedio de Managua | Parámetros climáticos promedio de Managua | Parámetros climáticos promedio de Managua |
| Mes                                       | Ene.                                      | Feb.                                      | Mar.                                      | Abr.                                      | May.                                      | Jun.                                      | Jul.                                      | Ago.                                      | Sep.                                      | Oct.                                      | Nov.                                      | Dic.                                      | Anual                                     |
| ----------------------------------------- | ----------------------------------------- | ----------------------------------------- | ----------------------------------------- | ----------------------------------------- | ----------------------------------------- | ----------------------------------------- | ----------------------------------------- | ----------------------------------------- | ----------------------------------------- | ----------------------------------------- | ----------------------------------------- | ----------------------------------------- | ----------------------------------------- |
| Temp. máx. media (°C)                     | 27.1                                      | 27.8                                      | 35.1                                      | 37.0                                      | 27.8                                      | 27.8                                      | 27.1                                      | 27.0                                      | 26.6                                      | 26.2                                      | 26.4                                      | 26.2                                      | 28.5                                      |
| Precipitación total (mm)                  | 0.0                                       | 0.0                                       | 0.8                                       | 25.8                                      | 251.9                                     | 108.7                                     | 140.3                                     | 292.0                                     | 219.6                                     | 300.0                                     | 61.3                                      | 11.5                                      | 1411.9                                    |
| Fuente: INIDE 13 de abril de 2010         |                                           |                                           |                                           |                                           |                                           |                                           |                                           |                                           |                                           |                                           |                                           |                                           |                                           |

La distribución de la temperatura media mensual en el departamento de Managua, alcanzando las temperaturas más altas en el centro de Managua oscila entre los 30 °C hasta los 35 y 26.9 °C en los lugares más elevados, situados al norte y suroeste del departamento; con oscilaciones máximas anuales de 2.4 y 3.2 °C respectivamente. Las oscilaciones diurnas, son mayores que las oscilaciones anuales, típico de las zonas tropicales.

## Economía
Managua es el departamento con la mayor actividad económica del país. Además centraliza muchos servicios y a las entidades de gobierno, las principales universidades y hospitales, uno de los dos únicos aeropuertos internacionales de Nicaragua el otro esta en la costa atlántica y los principales hoteles y negocios del país.

## Infraestructura vial en el departamento de Managua
A continuación se muestra una tabla con las principales carreteras (NIC y NN) que atraviesan el departamento de Managua, incluyendo su tipo, longitud aproximada, inicio, fin y conexiones relevantes:
| Ruta   | Tipo          | Longitud (km) | Inicio                      | Fin                             | Conexiones              |
| ------ | ------------- | ------------- | --------------------------- | ------------------------------- | ----------------------- |
| NIC 1  | Nacional      | 36.7          | Límite León‑Managua         | Empalme Las Piedrecitas         | NN 21 , NN 293 , NIC 12 |
| NIC 2  | Nacional      | 27.5          | Empalme Las Piedrecitas     | Managua‑Masaya                  | NIC 1 , NN 17 , NN 20   |
| NIC 3  | Nacional      | 17.2          | Empalme Nejapa              | El Crucero (Carazo)             | NN 18 , NIC 2           |
| NN 167 | Departamental | —             | Los Brasiles                | Masachapa                       |                         |
| NN 170 | Departamental | —             | ...                         | ...                             |                         |
| NN 174 | Departamental | 6.41          | Pochomil                    | Masachapa                       | NN 173                  |
| NN 178 | Departamental | —             | El Trece                    | Barrio Aladino (Ticuantepe)     | NIC 12                  |
| NN 226 | Departamental | 11.47         | El Quino                    | El Balgues                      | NN 230 , NIC 12         |
| NN 230 | Departamental | 13.05         | Terminal Ruta 115           | Los Brasiles‑Miraflores         |                         |
| NN 239 | Departamental | 25.86         | Empalme La Fuente           | El Barro                        | NN 238                  |
| NN 278 | Departamental | 1.99          | Villa El Carmen             | Villa El Carmen                 | NIC 10                  |
| NN 280 | Departamental | 11.72         | San Diego                   | Las Rugamas                     | NIC 10                  |
| NN 283 | Departamental | 11.72         | Masachapa                   | Montelimar                      |                         |
| NN 293 | Departamental | 15.78         | Barrio La Esperanza         | Villa Fontana                   | NN 338 , NN 17          |
| NN 301 | Departamental | 1.50          | El Crucero                  | Sánchez Norte                   | NIC 1 , NIC 34A         |
| NN 336 | Departamental | 2.90          | La Gallina                  | Costa Azul                      |                         |
| NN 337 | Departamental | 1.90          | La Gallina                  | Playa Costa Azul                | NN 336                  |
| NN 338 | Departamental | 2.70          | San Isidro de la Cruz Verde | Comunidad El Progreso Serranías | NN 293                  |